# Kodnamn Grannungarna
Kodnamn Grannungarna (eng Codename: Kids Next Door) är en amerikansk-koreansk animerad TV-serie skapad av Tom Warburton. Den parodierar Jurassic Park, Spy Kids , Ed, Edd & Eddy och Teenage Mutant Ninja Turtles (2003)
Serien innehåller sammanlagt 78 avsnitt indelade i 6 säsonger. Serien premiärvisades på Cartoon Network 2002 där den visades fram till 2008.

## Handling
Serien handlar om fem barn som kallar sig Nummer 1, Nummer 2, Nummer 3, Nummer 4 och Nummer 5. De bor i en stor gigantisk träkoja som är byggt på en stubbe. De lever som agenter och bekämpar sina fiender som försöker att inta deras träkoja på alla möjliga sätt. Grannungarna har väldigt mycket olika utrustningar och vapen som är tillverkade av olika saker och prylar. De utför väldigt mycket uppdrag i varje avsnitt som orsakar både problem och lösningar.

## Svenska röster
- Leo Hallerstam – Nummer 1
- Lawrence Mackrory – Nummer 2
- Maria Rydberg – Nummer 3
- Nick Atkinson – Nummer 4
- Jennie Jahns – Nummer 5